# Замок Міллтаун (Клер)
Замок Міллтаун (англ. Milltown Castle) — один із замків Ірландії, розташований в графстві Клер. Колись це був потужний замок і являв собою п'ятиповерхову вежу. Нині це руїни, які повністю оповиті диким плющем. Замок був відомий під назвою Баллімуллен. У 1981 році велика частина цього замку завалилася. Замком у 1570 році володів Турлу О'Браєн — один з ватажків клану О'Браєн, шериф Клер. У 1581 році він був звинувачений у підтримці повстанців проти англійської влади в Ірландії, засуджений до страти і повішений в Голуей. Його сина Тадга О'Боаєна теж звинуватили в підтримці повстанців і повісили в 1596 році. Але замок продовжував бути у володіннях клану О'Браєн. У 1651 році після поразки повстання за незалежність Ірландії замок був конфіскований англійською владою і дарований Філіпу Біго.